# Kostogher
Kostogher é o segundo álbum de estúdio da banda sueca de black metal Arckanum.

## Faixas
1. Skoghens Minnen Vækks; 07:07
2. Yvir Min Diupe Marder; 04:43
3. Øþegarðr; 04:08
4. Þæn Sum Fran Griften Gangar; 03:59
5. Et Sorghetog; 02:43
6. Gamall Uvermark; 03:39
7. Oþer Trulhøyghda; 08:08
8. Gangar For Raþan Vinder; 04:00
9. Bedrøvelse; 05:11
10. Ir Bister Ensaminhet Lagh Ugla; 03:56
11. Græmelse ok Væ; 03:55
12. Kri Til Dødha Doghi; 06:22